# Kanton Le Bouscat
Le Bouscat is een kanton van het Franse departement Gironde. Het kanton maakt deel uit van het arrondissement Bordeaux.
Bij de herindeling van de kantons van Gironde door het decreet van 20 februari 2014 werd dit kanton niet gewijzigd.

## Gemeenten
Het kanton Le Bouscat omvat de volgende gemeenten:
- Le Bouscat (hoofdplaats)
- Bruges